# Loriga (Armadura)

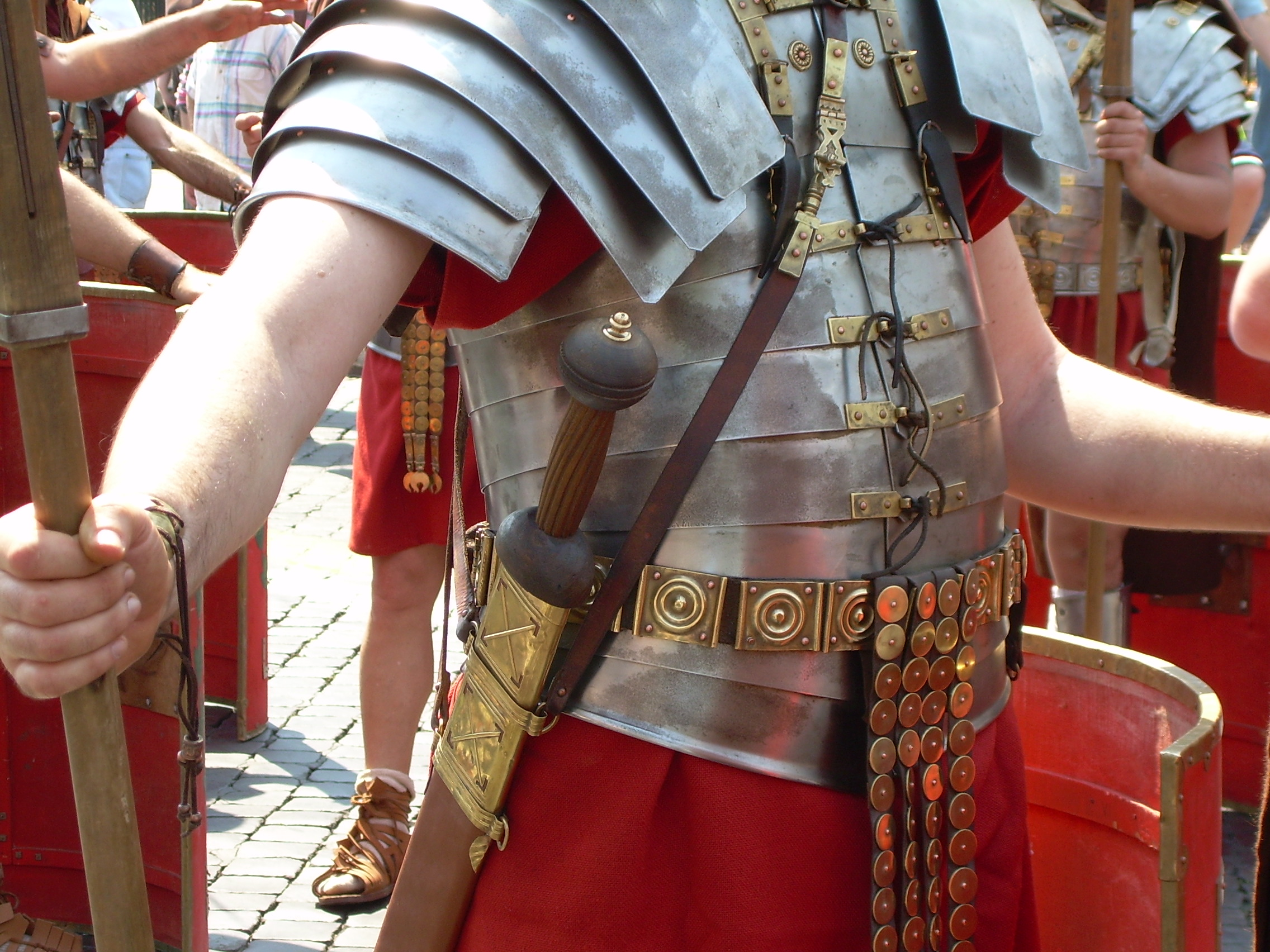
Lorica segmentata

La loriga', palabra proveniente del Latín lorica (cuero), era una armadura de la antigua Roma y de la Edad Media.

## Loriga antigua
Tito Livio pretende que lorica era el coselete de cuero, llamándose a los de metal thorax, pero la mayor parte de los escritores que tratan de estas materias entienden que con la voz lorica se designaba la armadura que cubría el torso, equivalente a lo que en tiempos posteriores se designó con el nombre de peto.
Los legionarios del Imperio vestían corazas construidas de láminas o fajas de metal, laminae, que cubrían el pecho y la espalda, rodeando la cintura, la cota de mallas, molli lorica catena, compuesta de pequeños anillos enlazados entre sí y la loriga de tela gruesa, plegada en muchos dobleces, empapada en vinagre y sal que se distinguía por los nombres de bilex, trilex, etc., según los cabos del cordel con que se urdía aquel tejido.
Había diferentes clases: 
- Férrea, la de hierro, que, según Tácito, llevaba el Emperador Otón
- Hamata,  formada por anillas unidas entre sí, y usada por los soldados romanos de la República y el Imperio,
- Squamata, formada de escamas
- Musculata peto de placa usado por emperadores o generales.
- Lintea, cota o chaqueta no ajustada
- Plumata, hecha de pequeñas piezas en forma de pluma
- Serta o hamis conserta, que se decía cuando las escamas o plumas se unían entre sí por medio de anillos o alambre
- Segmentata, propia de los legionarios y compuesta de tiras metálicas, sobre otras de cuero. Unas de tres dedos de ancho ceñían el torso y otras, más estrechas, defendían los hombros.

## Loriga medieval
La loriga del caballero medieval era una toquilla de cuero usualmente con capucha que se utilizaba debajo de la armadura o cota de malla. También se llamaba así a la cota formada por láminas de hierro que llevaba por debajo una túnica acolchada, el belmez o almilla, y por encima se prolongaba con el almófar o capucha de mallas.